# Dinotopterus cunningtoni
Dinotopterus cunningtoni es una especie de pez actinopeterigio de agua dulce, la única del género monotípico Dinotopterus de la familia de los claridos.

## Biología
La longitud máxima descrita fue de 175 cm. Los especímenes más grandes se alimentan exclusivamente de peces, mientras que los más pequeños son omnívoros; muestra el comportamiento reproductor del cuco.

## Distribución y hábitat
Se distribuye por aguas interiores de África, un endemismo del lago Tanganica y sus afluentes, ampliamente distribuida en esta área. Son peces de agua dulce tropical, de hábitat tipo demersal, más común en áreas de sustrato rocoso del litoral del lago, en un rango de profundidad entre los 10 m y los 130 m.